# سابینه (دهانه)
سابینه یک دهانه برخوردی در ماه‌ است.

## دهانه‌های اقماری
این دهانه ۲ دهانه اقماری دارد.
| Sabine | عرض جغرافیایی | طول جغرافیایی | قطر         |
| ------ | ------------- | ------------- | ----------- |
| A      | ۱.۳° N        | ۱۹.۵° E       | ۴.۰ کیلومتر |
| C      | ۱.۰° N        | ۲۳.۰° E       | ۳.۰ کیلومتر |